# Family Circle Cup 2011
Volvo Car Open 2011 - жіночий тенісний турнір, що проходив на відкритих Тенісний корт з ґрунтовим покриттям|кортах з ґрунтовим покриттям. Належав до категорії Premier у рамках Туру WTA 2011. Це був 39-й за ліком турнір. Відбувся в Family Circle Tennis Center на Daniel Island у Чарлстоні (США). Тривав з 4 до 10 квітня 2011 року. Сукупний призовий фонд становив 711 тис. доларів США.

## Фінальна частина

### Одиночний розряд
- Каролін Возняцкі —  Олена Весніна, 6–2, 6–3

Для Возняцкі це був 3-й титул за сезон і 15-й — за кар'єру. Це був її 1-й титул Premier за сезон і 4-й — за кар'єру.

### Парний розряд
- Саня Мірза /  Олена Весніна —  Бетані Маттек-Сендс /  Меган Шонессі, 6–4, 6–4

## Розподіл очок і призових грошей

### Розподіл очок
| Стадія                       | Одиночний розряд | Парний розряд |
| ---------------------------- | ---------------- | ------------- |
| Перемога                     | 470              | 470           |
| Фінал                        | 320              | 320           |
| півфінал                     | 200              | 200           |
| чвертьфінал                  | 120              | 120           |
| 1/8 фіналу                   | 60               | 1             |
| 1/16 фіналу                  | 40               | –             |
| 1/32 фіналу                  | 1                | –             |
| кваліфаєр                    | 12               | –             |
| Фінальний раунд кваліфікації | 8                | –             |
| 1-й раунд кваліфікації       | 1                | –             |

### Призові гроші
Сукупний призовий фонд турніру становив $721,000.
| Стадія                       | Одиночний розряд | Парний розряд (на пару) |
| ---------------------------- | ---------------- | ----------------------- |
| Перемога                     | $111,000         | $35,500                 |
| Фінал                        | $57,350          | $19,000                 |
| півфінал                     | $29,205          | $9,500                  |
| чвертьфінал                  | $15,200          | $4,900                  |
| 1/8 фіналу                   | $7,850           | $2,500                  |
| 1/16 фіналу                  | $4,000           | –                       |
| 1/32 фіналу                  | $2,025           | –                       |
| Фінальний раунд кваліфікації | $1,035           | –                       |
| 1-й раунд кваліфікації       | $535             | –                       |

## Учасниці

### Сіяні учасниці
| Країна     | Гравчиня            | Рейтинг1 | Сіяна |
| ---------- | ------------------- | -------- | ----- |
| Данія      | Каролін Возняцкі    | 1        | 1     |
| Австралія  | Саманта Стосур      | 5        | 2     |
| Сербія     | Єлена Янкович       | 7        | 3     |
| Франція    | Маріон Бартолі      | 10       | 4     |
| Ізраїль    | Шахар Пеєр          | 11       | 5     |
| Бельгія    | Яніна Вікмаєр       | 20       | 6     |
| Росія      | Надія Петрова       | 22       | 7     |
| Росія      | Аліса Клейбанова    | 26       | 8     |
| Росія      | Марія Кириленко     | 27       | 9     |
| Словаччина | Даніела Гантухова   | 30       | 10    |
| КНР        | Пен Шуай            | 32       | 11    |
| Німеччина  | Юлія Гергес         | 35       | 12    |
| Швейцарія  | Патті Шнідер        | 41       | 13    |
| США        | Бетані Маттек-Сендс | 43       | 14    |
| Чехія      | Барбора Стрицова    | 50       | 15    |
| Росія      | Віра Душевіна       | 53       | 16    |

- Рейтинг подано станом на 21 березня 2011.

### Інші учасниці
Нижче наведено учасниць, які отримали вайлд-кард на участь в основній сітці:
- Джеймі Гемптон
- Сабіне Лісіцкі
- Шелбі Роджерс

Нижче наведено гравчинь, які пробились в основну сітку через стадію кваліфікації:
- Ева Бірнерова
- Ірина Фалконі
- Саня Мірза
- Моніка Пуїг
- Слоун Стівенс
- Александра Стівенсон
- Анна Татішвілі
- Гезер Вотсон

### Відмовились від участі
- Акгуль Аманмурадова
- Вікторія Кутузова
- Серена Вільямс (травма ступні й легенева емболія)